# Ivan Gašparovič
Ivan Gašparovič, född 27 mars 1941, är en slovakisk politiker. Han var president i Slovakien 2004–2014. Gašparovič föddes i Poltár, i närheten av Lučenec. Hans far, Vladimir Gašparović, var från Kroatien och emigrerade till Slovakien efter första världskriget.